# سایشی ملازی بی‌واک
سایشی ملازی بی‌واک یک صامت است که در گفتار برخی از زبان‌های جهان از جمله فارسی به کار می‌رود. نماد این همخوان در الفبای آوانگاری بین‌المللی ⟨χ⟩  است و در زبان فارسی با حرف "خ" نشان داده می شود. 